# Laura Azcurra
Laura Azcurra (Buenos Aires, 19 febbraio 1981) è un'attrice argentina.

## Biografia
In attività fin dagli anni novanta, ha recitato in diversi film per il cinema come Despabilate amor, Mi suegra es un zombie e Soles en la ciudad.
Recita anche in numerose telenovelas come Verdad consecuencia, Los pensionados, Flor - Speciale come te e Jake & Blake. Ha svolto anche attività come attrice teatrale per gli spettacoli Contracciones, Perla e El protagonista.
Suo padre è maestro e direttore di teatro e sua madre è un'artista.

## Filmografia

### Cinema
- Svegliati amore (Despabilate amor), regia di Eliseo Subiela (1996)
- Tesoro mío, regia di Sergio Bellotti (2000)
- Rockabilly, regia di Sebastián De Caro (2000)
- Pescado crudo, regia di Alejandro Montiel (2000)
- Vacaciones en la tierra, regia di Sebastián De Caro (2001)
- Mi suegra es un zombie, regia di Ernesto Aguilar (2001)
- Teléfonos, regia di Gonzalo Fernandez  e Felipe Medina, cortometraggio (2005)
- Filmatrón, regia di Pablo Parés (2007)
- Motivos para no enamorarse, regia di Mariano Mucci (2008)
- Solos en la ciudad, regia di Diego Corsini (2011)

### Televisione
- Verdad consecuencia – serie TV (1996)
- R.R.D.T. – serie TV (1997)
- Campeones de la vida – serie TV (1999)
- Son amores – serial TV (2002)
- Soy gitano – serial TV (2003)
- Los pensionados – serial TV (2004)
- Flor - Speciale come te (Floricienta) – serial TV (2004)
- Conflictos en red – serie TV (2005)
- Miradas y colores (2005)
- Paraiso Rock (2005)
- Ciudades y copas – programma TV, conduttrice (2006)
- Hechizada – serie TV (2007)
- Lalola – serial TV (2008)
- Mujeres asesinas – serie TV (2008)
- Enseñame a vivir – serial TV (2009)
- Jake & Blake – serie TV (2010)
- Pura quimica (anche in radio) – programma TV, co-conduttrice (2010)
- Ciega a citas – serial TV (2010)
- Decisiones de vida – serie TV (2011)
- Lobo – serie TV (2012)
- Vivo en Argentina – programma TV, conduttrice (2012)
- Mi amor, mi amor – serial TV (2012-2013)
- Historias de diván – miniserie TV (2013)
- Historias de corazón – programma TV (2013)
- La búsqueda – programma TV, conduttrice (2013)
- Experiencia BA – programma TV, conduttrice (2015)
- Cuéntame cómo pasó – serie TV (2017)
- GO! Vivi a modo tuo (Go! Vive a tu manera) – serie TV (2019)
- Separadas – serial TV (2020)

## Teatro
- Perla (1998)
- Sucesos argentinos (2001)
- Impronta (2002)
- El protagonista (2004)
- Contracciones (2005-2006)
- Los Lunares + VenLucía (2006)
- La celebración de lo efímero (2006-2008)
- Señorita Julia (2008)
- De hombres, mujeres y clichés (2008)
- Post parto (2010-2012)
- Noche de reyes (2011)
- Toc-Toc (2014-2020)
- Hello Dolly (2020)

## Doppiatrici italiane
Nelle versioni in italiano delle opere in cui ha recitato, Laura Azcurra è stata doppiata da:
- Valentina Mari in Flor - Speciale come te[1]
- Emanuela Damasio in GO! Vivi a modo tuo[2]